# Silvia Benedetti
Silvia Benedetti é uma política italiana. Ela foi eleita deputada ao Parlamento da Itália nas eleições legislativas italianas de 2013 e permaneceu no parlamento até 22 de março de 2018.

## Carreira
Benedetti nasceu a 24 de outubro de 1979 em Pádua. Ela é bióloga, formada em ciências biológicas.
Foi eleita para o parlamento italiano nas eleições legislativas italianas de 2013, para representar o distrito de Veneto 1 pelo Movimento Cinco Estrelas. Ela foi membro do parlamento até março de 2018.